# Тънкоклюн буревестник
Тънкоклюн буревестник (Ardenna tenuirostris) е вид птица от семейство Procellariidae.

## Разпространение
Видът е разпространен в Антарктида, Австралия, Гуам, Индия, Канада, Коста Рика, Маршалови острови, Мексико, Микронезия, Нова Зеландия, Русия, Северни Мариански острови, Соломоновите острови, САЩ, Фиджи, Шри Ланка, Южна Корея и Япония.